# Alfred Beszterda
Alfred Wojciech Beszterda (ur. 27 października 1941 w Brusach, zm. 3 października 2018 w Warszawie) – polski prawnik i działacz partyjny, wiceprzewodniczący prezydium Komitetu Wykonawczego PRON (1983–1989), członek Rady Krajowej PRON.

## Życiorys
Syn Franciszka i Wandy. Ukończył studia prawnicze na Uniwersytecie im. Adama Mickiewicza (w 1966), po czym podjął pracę na kierowniczym stanowisku w dziale mieszkalnictwa Prezydium Miejskiej Rady Narodowej w Koszalinie (do 1971). Od tego czasu wieloletni pracownik aparatu partyjnego Stronnictwa Demokratycznego oraz członek jego najwyższych władz (w latach 1981-1985 członek Prezydium i sekretarz Centralnego Komitetu SD). W 1983 objął funkcję wiceprzewodniczącego Prezydium Komitetu Wykonawczego Rady Krajowej PRON z ramienia SD. W latach 1983–89 pełnił obowiązki wiceprzewodniczącego Towarzystwa Przyjaźni Polsko-Radzieckiej. W latach 1986–1989 był członkiem Ogólnopolskiego Komitetu Grunwaldzkiego. Po 1989 nie uczestniczył w życiu publicznym.
Był członkiem Resortowej Komisji Orzekającej w sprawach o naruszenie dyscypliny finansów publicznych przy Ministrze Finansów.
Odznaczony Krzyżem Komandorskim i Kawalerskim Orderu Odrodzenia Polski oraz Srebrnym Krzyżem Zasługi.